# Allan Morante
Allan Morante (Drancy, 13 de agosto de 1994) es un deportista francés que compite en gimnasia en la modalidad de trampolín.
Ganó cinco medallas en el Campeonato Mundial de Gimnasia en Trampolín entre los años 2015 y 2023, y cinco medallas en el Campeonato Europeo de Gimnasia en Trampolín entre los años 2018 y 2024.
En los Juegos Europeos de Minsk 2019 obtuvo una medalla de bronce en la prueba sincronizada.

## Palmarés internacional
| Campeonato Mundial | Campeonato Mundial       | Campeonato Mundial | Campeonato Mundial |
| Año                | Lugar                    | Medalla            | Prueba             |
| ------------------ | ------------------------ | ------------------ | ------------------ |
| 2015               | Odense (Dinamarca)       | Medalla de bronce  | Sincronizado       |
| 2018               | San Petersburgo (Rusia)  | Medalla de plata   | Sincronizado       |
| 2022               | Sofía (Bulgaria)         | Medalla de plata   | Individual         |
| 2022               | Sofía (Bulgaria)         | Medalla de plata   | Equipo             |
| 2023               | Birmingham (Reino Unido) | Medalla de oro     | Equipo             |
| Juegos Europeos    |                          |                    |                    |
| Año                | Lugar                    | Medalla            | Prueba             |
| 2019               | Minsk (Bielorrusia)      | Medalla de bronce  | Sincronizado       |
| Campeonato Europeo |                          |                    |                    |
| Año                | Lugar                    | Medalla            | Prueba             |
| 2018               | Bakú (Azerbaiyán)        | Medalla de bronce  | Individual         |
| 2021               | Sochi (Rusia)            | Medalla de bronce  | Equipo             |
| 2022               | Rímini (Italia)          | Medalla de oro     | Individual         |
| 2022               | Rímini (Italia)          | Medalla de oro     | Equipo             |
| 2024               | Guimarães (Portugal)     | Medalla de oro     | Equipo             |